# Epsilon Coronae Australis
Epsilon Coronae Australis (34 Coronae Australis) é uma estrela na direção da constelação de Corona Australis. Possui uma ascensão reta de 18h 58m 43.47s e uma declinação de −37° 06′ 25.5″. Sua magnitude aparente é igual a 4.83. Considerando sua distância de 98 anos-luz em relação à Terra, sua magnitude absoluta é igual a 2.45. Pertence à classe espectral F3IV/V. É uma estrela variável W Ursae Majoris.